# Arne Domnérus With Jimmy Rowles
Arne Domnérus with Jimmy Rowles är ett dubbelalbum från 2002 som innehåller två tidigare utgivna album med Arne Domnérus. På första skivan spelar Domnérus tillsammans med Jimmy Rowles.

## Låtlista

### Cd 1
1. Sheik of Araby (Ted Snyder/Harry B Smith/Francis Wheeler) – 6:35
2. After All (Billy Strayhorn) – 4:24
3. Sharkfinn (Georg Riedel) – 4:17
4. Devils Island (Wayne Shorter) – 5:37
5. Fred (Neal Hefti) – 6:47
6. I Got It Bad (Duke Ellington) – 4:32
7. Tigress (Georg Riedel) – 4:48
8. Privave (Charlie Parker) – 4:36
9. You Started Something (Jay Gorney/Yip Harburg) – 2:30
10. Meditation for Saxophone (Georg Riedel) – 4:05

### Cd 2
1. Du gamla, du fria – 4:35
2. Bilder från Norden: Över berg och dalar (Georg Riedel) – 4:38
3. Bilder från Norden: Höstlandet (Georg Riedel) – 3:40
4. Bilder från Norden: Sommarnatt (Georg Riedel) – 4:18
5. Bilder från Norden: Stillhetens metafor (Georg Riedel) – 2:01
6. Dodgin' (Gunnar Svensson) – 2:42
7. Karl-Bertil Jonssons julafton (Gunnar Svensson) – 1:55
8. Yours and Mine (Herb Brown) – 5:35
9. My Wild Irish Rose (Chancellor Olcott) – 2:40
10. Simple Waltz (Bob Brookmeyer/Clark Terry) – 5:23
11. Take Love Easy (Duke Ellington) – 5:13

## Medverkande

### Cd 1
- Arne Domnérus – altsaxofon
- Jimmy Rowles – sång, piano
- Jan Allan – trumpet
- Georg Riedel – bas
- Rune Carlsson – trummor

### Cd 2
- Bengt Hallberg – piano
- Olle Lind – trombon
- Georg Riedel – bas
- Egil Johansen – trummor
- med flera